# MRTスーパーワイドバリッと朝
MRTスーパーワイド バリッと朝!（えむあーるてぃーすーぱーわいど ばりっとあさ）とは宮崎放送ラジオで過去放送されていたラジオ番組。月曜日～金曜日の8:30～11:00に放送。略称はバリ朝、バリッと朝。
2007年4月2日放送開始。当初は月曜日～金曜日の放送、同年10月6日より土曜日に放送されていたが、2008年4月からは、放送時間が7:55～11:00となり、6時台の枠は『スカッと朝いち番!』に引き継がれ、土曜版は『バリ朝! 土曜日』として独立した。2008年9月26日までは6:30～11:00の放送時間だった。
2014年3月に放送終了し、『フレッシュAM!もぎたてラジオ』に引き継がれた。

## パーソナリティ
太字は宮崎放送アナウンサー（出演当時含む）。
2007年4月～9月
- 月曜日・火曜日・水曜日 竹井由美・早川伸吾
- 木曜日 西田裕子・末元政弘
- 金曜日 オダマ・TEDDY（藤井隆広）
  - 気象予報士 野田俊一郎

2007年10月～3月
- 月曜日・火曜日　早川伸吾・さとうくみこ
- 水曜日　早川伸吾・松崎美保
- 木曜日　西田裕子・初鹿野聡
- 金曜日　竹井由美・初鹿野聡
- 土曜日　TEDDY・春口佳枝
  - 気象予報士　野田俊一郎

2008年4月～9月
- 月曜日・火曜日　早川伸吾・さとうくみこ
- 水曜日　初鹿野聡・松崎美保
- 木曜日・金曜日　春口佳枝・TEDDY
  - 気象予報士　野田俊一郎

2008年10月～
- 月曜日　早川伸吾・高瀬みち子
- 火曜日　早川伸吾・さとうくみこ
- 水曜日　初鹿野聡・西田裕子
- 木曜日・金曜日　春口佳枝・TEDDY
  - 気象予報士　野田俊一郎

2009年4月～
- 月曜・火曜　早川伸吾・吉野綾
- 水曜　村山耕一・成井富左子
- 木曜　村山耕一・・田中三枝子
- 金曜　村山耕一・さとうくみこ
  - 気象予報士　野田俊一郎

2009年10月～
- 月曜　粉川真一・竹内真理
- 火曜　粉川真一・田中三枝子
- 水曜　村山耕一・成井富左子
- 木曜　村山耕一・西田裕子
- 金曜　村山耕一・さとうくみこ
  - 気象予報士　野田俊一郎

2010年4月～
- 月曜　粉川真一・矢野妃佐子
- 火曜　粉川真一・田中三枝子
- 水曜　村山耕一・成井富左子
- 木曜　村山耕一・西田裕子
- 金曜　村山耕一・さとうくみこ
  - 気象予報士　野田俊一郎

2010年10月～
- 月曜　初鹿野聡・矢野妃佐子
- 火曜　初鹿野聡・田中三枝子
- 水曜　村山耕一・成井富左子
- 木曜　村山耕一・西田裕子
- 金曜　村山耕一・さとうくみこ
  - 気象予報士　野田俊一郎

## タイムテーブル

### 月曜日～金曜日 (2007年4月～08年10月)
- 6:30　オープニング
- 6:35　MRTニュース・天気予報
- 6:40　朝イチランキング
- 6:50　よもやまニュース
- 7:00　NISSANビジネスサポートトピックス
- 7:10　GoodDay!ニュースネットワーク
- 7:25　交通情報
- 7:30　武田鉄矢・今朝の三枚おろし
- 7:45　歌のない歌謡曲
- 8:00　日本全国8時です
- 8:15　毎日新聞ニュース・天気予報
- 8:20　SUZUKIハッピーモーニング 鈴木杏樹のいってらっしゃい
- 8:25　交通情報
- 8:30　ヘッドラインニュース
- 8:35　ウェザーインフォメーション
- 8:50　ふるさと情報員
- 9:00　MRTニュース･天気予報
- 9:10　アラカルト
- 9:25　飛び出せスクーピー
- 9:30　宮交レジャーガイド
- 9:35　ジャパネットたかたラジオショッピング
- 9:45　お耳拝借
- 9:55　ニュースタイム・天気予報
- 10:00　キープみやざきビューティフル21
- 10:05　おはよう県庁です
- 10:10　宮崎ほっとタイム
- 10:15　飛び出せスクーピー
- 10:20　純喫茶・谷村新司
- 10:35　くらしの相談室（「健康ホームドクター」、「園芸相談」等）
- 10:50　ニュースタイム・天気予報

## タイムテーブル (2008年10月～放送終了)
- 8:30　オープニング
- 8:35　ヘッドラインニュース
- 8:40 ウェザーインフォメーション
- 8:50　ふるさと情報員
- 9:00　ニュース･天気予報
- 9:10　アラカルト
- 9:25　飛び出せスクーピー
- 9:30　宮交レジャーガイド
- 9:35　ジャパネットたかたラジオショッピング
- 9:45　お耳拝借
- 9:55　ニュースタイム・天気予報
- 10:00　キープみやざきビューティフル21
- 10:05　おはよう県庁です
- 10:10　宮崎ほっとタイム
- 10:15　飛び出せスクーピー
- 10:20　純喫茶・谷村新司
- 10:35　くらしの相談室（「健康ホームドクター」、「園芸相談」等）
- 10:50　ニュースタイム・天気予報
- 10:54 エンディング

## コーナー
- 月　先週のニュースから　つれづれ随想　音楽/クッキング
- 火　ボランティアワールド　音楽/園芸
- 水　くらし上手の腕クマベ　音楽/健康
- 木　うわさのスィーツ　お買い物情報/マナー
- 金　よろず掲示板 夢を語ろう!　こちら環境情報センター

## 曜日別コーナー
- 月曜日､火曜日は早川伸吾が子供のためになぞなぞを出す｡祝日や夏休み､冬休みなど長期休暇の時には易しいが、平日になると難度易が高くなる。
- 夏休みの火曜日には子供がラジオに出られるコーナーがある｡
- 水曜日は「心理テスト」。

## リンク
- MRTスーパーワイド バリッと朝

| 宮崎放送 月~金曜 6:30～8:30                                                          | 宮崎放送 月~金曜 6:30～8:30                       | 宮崎放送 月~金曜 6:30～8:30                 |
| 前番組                                                                               | 番組名                                            | 次番組                                      |
| ------------------------------------------------------------------------------------ | ------------------------------------------------- | ------------------------------------------- |
| 吉田たかよしプラス! （6:30〜6:51、文化放送制作）MRTさわやかモーニング （6:51〜7:45） | MRTスーパーワイド バリッと朝 2007年4月～2008年9月 | スカッと朝いち番! （6:30～8:30）            |
| 宮崎放送 月~金曜 8:30～11:00枠                                                       |                                                   |                                             |
| ふれあいラジオくらしのレーダー （8:25〜11:00）                                       | MRTスーパーワイド バリッと朝 2007年4月～2014年3月 | フレッシュAM!もぎたてラジオ （8:30～11:45） |

| 宮崎放送 土曜7:55～11:00枠 | 宮崎放送 土曜7:55～11:00枠                         | 宮崎放送 土曜7:55～11:00枠     |
| 前番組                     | 番組名                                             | 次番組                         |
| -------------------------- | -------------------------------------------------- | ------------------------------ |
| -                          | MRTスーパーワイド バリッと朝 2007年10月～2008年3月 | バリ朝! 土曜日 （8:30～11:00） |